# El monstre de St. Pauli
El monstre de St. Pauli (títol original alemany: Der Goldene Handschuh) és una pel·lícula de terror de coproducció internacional del 2019, dirigida per Fatih Akin. Aquell any va ser seleccionada per competir per l'Os d'Or al 69è Festival Internacional de Cinema de Berlín. La pel·lícula és una adaptació de la novel·la homònima de Heinz Strunk i explica la història de l'assassí en sèrie alemany Fritz Honka, que entre el 1970 i el 1975 va matar i esquarterar a quatre dones i les va amagar al seu apartament. El títol original prové del nom del pub del districte vermell d'Hamburg on l'alcohòlic desfigurat Honka va conèixer les seves víctimes. Aquesta va ser la primera pel·lícula de Fatih Akin que va rebre a Alemanya una qualificació per a majors de 18 anys. La pel·lícula no s'ha doblat però sí que s'ha subtitulat en català.

## Repartiment
- Jonas Dassler com a Fritz Honka
- Margarethe Tiesel com a Gerda Voss
- Katja Studt com a Helga Denningsen
- Dirk Böhling com a Soldaten-Nobert
- Hark Bohm com a Dornkaat-Max
- Uwe Rohde com a Herbert
- Lars Nagel com a Nasen-Ernie
- Greta Sophie Schmidt com a Petra Schulz
- Martina Eitner-Acheampong com a Frida
- Jessica Kosmalla com a Ruth
- Tilla Kratochwil com a Inge
- Barbara Krabbe com a Anna
- Philipp Baltus com a proxeneta
- Marc Hosemann com a Siggi Honka
- Adam Bousdoukos com a Lefteris
- Tristan Göbel com a Willi

## Recepció
A l'agregador de revisions Rotten Tomatoes, la pel·lícula té una qualificació d'aprovació del 52%, basada en 33 comentaris, amb una qualificació mitjana de 5,56/10. El seu consens diu: «De la foscor a la culpa, [la pel·lícula] inicia un descens ben elaborat, però profundament desagradable, cap a la ment depravada i la brutalitat d'un assassí en sèrie». A Metacritic, la pel·lícula té una puntuació mitjana ponderada de 38 sobre 100, basada en 15 crítics, que indica «crítiques generalment desfavorables».
Després de l'estrena al 69è Festival Internacional de Cinema de Berlín va rebre sobretot crítiques negatives. El periodista Peter Bradshaw va premiar la pel·lícula amb 2 estrelles de 5. David Ehrlich, d'IndieWire, li va donar una D i la va titllar de «repugnant» i «una de les pel·lícules d'assassins en sèrie més vil que s'ha fet mai». La pel·lícula va ser criticada per la seva brutalitat, falta de substància i profunditat psicològica. Alguns crítics alemanys la van descriure com un intent fallit o inadequat d'adaptar la novel·la i van criticar Akin per haver fet una nauseabunda pel·lícula de terror amb la presentació artística dels esdeveniments a Strunk.